# Proxmox VE (仮想化プラットフォーム)
Proxmox VE (Proxmox Virtual Environment, PVE)は、オーストリアのProxmoxサーバソリューション社が開発した、仮想環境構築に特化したLinuxディストリビューションである。
2024年の最新バージョンであるProxmox VE 8.2では、KVMとLXCが利用可能である。かつてはOpenVZもサポートしていたが、Proxmox VEのバージョン4.0で打ち切られた。ブータブルCD-ROMを使用して、x86-64かつ、AMD-VもしくはIntel VTを搭載したPCにインストールできる。
Proxmox VEはDebianベースのLinuxディストリビューションであり、ProxmoxがインストールされたPCからKVMやLXCなどを使用した仮想マシンやコンテナをホストできる。また、その際の操作をWebインターフェイスを用いて行える。

## ハイパーバイザー

### KVM
完全仮想化: KVM(Kernel-based Virtual Machine)は、仮想化機構(Intel VTかAMD-V CPUを必要とする)を
備えたx86ハードウエアで実現できる完全仮想化のソリューションである。各々の仮想マシンは、ネットワークカード、ディスク、グラフィックアダプター、その他の専用の仮想化ハードウエアを持つ。KVMは、Xenに似ているがLinuxの一部であり、Linux標準のスケジューラとメモリ管理を利用する。
また、KVMはWindows 2000, Windows XP, Windows Vista, Windows Server 2003, Windows Server 2008のようなWindowsオペレーティングシステムを含むOSに適合している。
詳細はKVMを参照。
準仮想化: KVMはI/Oのパフォーマンスを向上させるための準仮想化をサポートしている。
詳細はKVM を参照。

### OpenVZ
OpenVZはLinux を実行しているサーバでよく使用される技術である。OpenVZはLinux のコンテナベースの仮想化である。OpenVZは安全で分離されたコンテナ( CT,VE,VPS とも)である。各々のコンテナは通常のサーバのように実行可能である。すなわち、コンテナは独立した状態で再起動でき、ユーザ、IPアドレス、メモリ、プロセス、ファイル、アプリケーション、システムライブラリ、設定ファイルに完全にアクセスできる。現在、OpenVZベースの専用機器は商用段階。詳細はOpenVZを参照。

## 操作
基本的にProxmox VE は標準 CD-ROM を使って互換性のあるコンピューターにインストールされる。
インストールプログラムは全てのインストール過程をほぼ自動的に行い、コンピューターのエントリディスクの全てを使用する。
IP アドレスやネットワークカードの設定は独特のものがあるが、Web インターフェースが備わっているため運用にはそれほど多くの知識は必要ないとされる。
基本的な構成(独自の IP インターフェース設定)はコンソールを使用して、直接テキストベースのメニューで設定できるようになっている。
また、PVE はクラスタリング機能も持っていて、複数のハイパーバイザーのクラスター構成もでき、DRBDを構成することも可能。

## 最近のバージョンアップ

### Proxmox VE 4.0
Debian version 8.2　のベースに更新

　　bash補完のサポート

　　IPv6のサポート

　　LXCのサポート(OpenVZの廃止)

　　細かい改良

　　バグフィックス

### Proxmox VE 3.4
Debian version 7.8　のベースに更新

　　ZFSのサポート

　　細かい改良

　　バグフィックス　　

### Proxmox VE 3.3
Debian version 7.6　のベースに更新

　　セキュリティを強化 (Proxmox VE ファイアーウォール、二要素認証)

　　HTML5コンソールの追加

　　モバイルタッチインターフェースのサポート

　　バグフィックス　　

### Proxmox VE 3.2
Debian version 7.4　のベースに更新

　　サポートの追加 (Open vSwitch)

　　デフォルトのパーティションレイアウトをGPTへ変更

　　バグフィックス

### Proxmox VE 3.1
Debian version 7.1　のベースに更新

　　サポートの追加 (SPICEプロトコル、glusterfs)

　　バグフィックス

### Proxmox VE 3.0
Debian version 7.0　のベースに更新

　　新しいVMクローン作成機能、新しいイベント駆動APIサーバの実装、bootlogdのサポート

　　バグフィックス

### Proxmox VE 2.2
Debian version 6.0.6　のベースに更新

　　ライブ　スナップショット　サポート (qcow2)

　　バグフィックス

### Proxmox VE 2.1
GUI 改良

　　バグフィックス

### Proxmox VE 2.0
完全に新規のGUIに更新

　　Debian 6.0 Squeeze をベース

　　Linux 2.6.32 Kernel

## 参照
- Bochs
- Hyper-V
- Kernel-based Virtual Machine (KVM)
- Microsoft Virtual PC
- OpenVZ
- Parallels Workstation
- QEMU
- User Mode Linux
- VirtualBox
- VMware
- Xen
- LXC

## ノートおよび参照
1. ↑  “Proxmox Virtual Environment 8.3 released” (イギリス英語) (21 11月 2024). 21 11月 2024閲覧。
2. ↑  “Proxmox Server Solutions” (英語). Proxmox. 2024年10月20日閲覧。
3. ↑  “Linux Container - Proxmox VE”. pve.proxmox.com. 2022年12月1日閲覧。
4. ↑  “OpenVZ - Proxmox VE”. pve.proxmox.com. 2022年12月1日閲覧。
5. ↑  “Proxmox VE”. pve.proxmox.com. 2024年10月20日閲覧。